# Мухиддин (султан Брунея)
Мухиддин ибн Абдул Джалилул Акбар (малайск. Muhiddin bin Abdul Jalil Akbar; ум. 1690) — султан Брунея, правивший в 1673—1690 годах.

## Биография
Был сыном султана Абдул Джалилула Акбара и его второй жены, принцессы Радин Мас Аю Сити Аиши.
После убийства дяди султана Мухаммеда Али, его преемник Абдул Хаккул Мубин, чтобы успокоить сторонников убитого султана, назначил принца Мухиддина новым Бендахарой («главным министром»). Однако вскоре сторонники убитого султана советовали Мухиддину отомстить за него и Мухиддин последовал их советам. 
Вскоре произошло восстание в столице и Абдул Хаккул Мубин покинул столицу, а новым султаном стал Мухиддин. Поскольку в Брунее было два султана началась гражданская война, которая продолжалась в течение 13 лет. Абдул Хаккул укрылся в Кинаруте, где был построен новый форт, в котором в течение 10 лет его войска отражали атаки войск Мухиддина. Понимая, что война затягивается Мухиддин обратился за помощью к султану Сулу, обещая им передать Сабах. В союзе с сулуанцами войска Мухиддина одержали победу, а Абдул Хаккул Мубин был убит.
После победы над своим врагом, Мухиддин вступил на престол и правил в течение 17 лет, во время которых в 1685 году испанцы пытались захватить Бруней, но потерпели неудачу.
Скончался в 1690 году, ему наследовал племянник Насруддин.